# Чернай, Александр Викентьевич
Александр Викентьевич Чернай (7 апреля [19 апреля] 1821, Санкт-Петербург, Российская империя — 18 февраля 1898) — учёный-естествоиспытатель, зоолог, профессор Харьковского университета.

## Биография
В 1841 году окончил физико-математический факультет Санкт-Петербургского университета с серебряной медалью, золотую в тот год не получил никто. Специализировался Александр Викентьевич по классу зоологии и сравнительной анатомии, его учителем был знаменитый зоолог, естествоиспытатель, ботаник, врач, академик Фёдор Брандт. После блестящего окончания университета Чернай отправился на стажировку в Берлин, по возвращении в 1845 году, по личному указанию министра просвещения Уварова, — в Харьков. В 1848—1873 годах был профессором Харьковского университета, бессменным заведующим зоологическим кабинетом (для него он собственноручно изготавливал чучела животных и птиц); также избирался деканом физико-математического факультета.
Сын Александра Викентьевича — Н. А. Чернай.
А. В. Чернай был также председателем харьковского отделения Общества испытателей природы.
Умер в чине действительного статского советника.

## Научная деятельность
А. В. Чернай является автором труда «Фауна Харьковской губернии и прилегающих к ней мест», в котором описал 3306 видов животных от млекопитающих и птиц до моллюсков, губок, инфузорий и прочих простейших. Тем самым став одним из основателей зоологии на Украине. Одним из учеников Черная был будущий Нобелевский лауреат Илья Мечников.

### Основные работы
- Чернай А. О фауне Харьковской губерніи и прилежащих к ней мест: Акт в Императорском Харьков-ском университете 30 августа 1850 г. — Харьков: Типографія университета, 1850. — 40 с.
- Чернай А. Фауна Харьковской губерніи и прилежащих к ней мест составленная, преимущественно по наблюденіям сделанным во время ученой экспедиціи, совершенной в 1848 и 1849 годах. — Харьков: Университетская типографія, 1852. — Вып. I. Фауна земноводных животных и рыб. — 44 с.
- Чернай А. Фауна Харьковской губерніи и прилежащих к ней мест составленная, преимущественно по наблюдениям сделанным во время ученой экспедиціи, совершенной в 1848 и 1849 годах. — Харьков: Университетская типографія, 1853. — Вып. II. Фауна млекопитающих и птиц. — 51 с.
- Czernay А. Beitrage zur Fauna des Charkowschen und der anliegenden Gouvernements // Bulletin de la So-ciété Impériale des Naturalistes de Moscou. — 1850. — Tome 23. — P. 603—627.
- Czernay А. Nachtrag zur meinen Beobachtungen bezug auf die Fauna des Charkowschen und anliegenden der Stadt // Bulletin de la Société Impériale des Naturalistes de Moscou. — 1851. — Tome 24, № 1. — P. 269—282.
- Czernay А. Nachtrag zur Fauna der Charkowschen Gouvernements // Bulletin de la Société Impériale des Naturalistes de Moscou. — 1865. — Tome 38, N 3. — P. 60-64.